# Ostha irrespondens
Ostha irrespondens là một loài bướm đêm trong họ Noctuidae.